# ريكوتا
ريكوتا أو رِيكوتة أو رِكُتَّة هو أحد منتجات الألبان الإيطالية وتصنع من مخلفات مصل حليب الأغنام (أو البقر أو الماعز أو الجاموس) من عملية إنتاج الجبن. على الرغم من أنه يشار إليها عادة بجبن ريكوتا، إلا أن الريكوتا ليست جبناً بالمعنى الصحيح لأنه لا يتم إنتاجها بتخثر الكازين. بل تنجم عن تخثر بروتينات الحليب الأخرى وخاصة الألبومين والغلوبولين الباقية خلفها في مصل الحليب الذي يفصل من الحليب أثناء إنتاج الجبن. في الواقع جبن الريكوتا آمن لمن يعانون من عدم تحمل الكازين.

## المكونات
تصنع الريكوتا الأصلية من مصل اللبن مع إضافة كمية صغيرة من الحليب، ولكن مؤخرًا صارت بعض أنواع الريكوتا تصنع من الحليب كامل الدسم أيضًا، وتحظى هذه الأنواع بشعبية كبيرة في الولايات المتحدة الأمريكية.

## طريقة التصنيع
يحتوي مصل اللبن على كمية قليلة من البروتين مما يعني الحاجة إلى كمية ضخمة من مصل اللبن لصنع الريكوتا. للحصول على جبن الريكوتا يجب أن يسخن مصل اللبن إلى درجة قريبة جداً من الغليان؛ أي أعلى بقليل من الدرجة الطبيعية لصنع أنواع أخرى من الجبنة ومن ثم يضاف له القليل من الخل أو عصير الليمون أو زيت الزيتون مما يساعد على عملية تخثر الألبومين والغلوبولين. وتعد هذه الطريقة هي الطريقة الأصلية والأكثر قدماً في تحضير جبنة الريكوتا.
تؤدي الحرارة العالية إلى إفساد محتوى البروتين الموجود في مصل اللبن وتكوين خثارة ناعمة بيضاء اللون وذات طعم حلو قليلًا يمكن فصلها بسهولة عن السائل بمجرد أن يبرد عن طريق تمريره عبر قطعة قماش ناعمة.
يختلف محتوى الدهون في جبن الريكوتا باختلاف العلامة التجارية المنتجة ونوع الحليب المستخدم في إنتاجها.

## لمحة تاريخية
يعود تاريخ صناعة الريكوتا إلى الألفية الثانية قبل الميلاد خلال العصر البرونزي في إيطاليا مع ظهور الأواني الخزفية التي استخدمت لغلي الحليب بالظهور بشكل متكرر ويبدو أنها كانت فريدة من نوعها في درجات حرارة عالية. كان الجبن الطازج المتخثر الذي أنتج بإضافة مواد حامضية باستخدام هذه الغلايات مصنوعًا على الأرجح من الحليب كامل الدسم.
عرف الرومان الريكوتا وكان أكثر مستهلكيه من طبقة الرعاة الذين صنعوه بأنفسهم على الأرجح نظرًا لقصر فترة صلاحيته وعدم قابليته للتخزين لفترات طويلة، بينما كانت أنواع الجبن الأخرى الصلبة أكثر شيوعًا في الطبقة الارستقراطية.

## الأنواع
ريكوتا البوفالا كامبانا: وهو نوع من الريكوتا يصنع من مصل اللبن المتبقي بعد إنتاج جبن موتزاريلا بوفالا كامبانا المصنوعة من حليب الجاموس.
ريكوتا رومانا: وهو نوع من الريكوتا يصنع من مصل اللبن الناتج عن حليب الأغنام.
تخضع الريكوتا الطازجة في بعض الأحيان لعمليات معالجة إضافية مثل المزيد من التخمير، أو التمليح، أو الخبز، أو التدخين بهدف إنتاج أنواع مختلفة ذات عمر تخزين أطول، ومنها:
الريكوتا سالاتا: وهو نوع مملح ومجفف من الريكوتا المعتقة.
الريكوتا إنفورناتا (ريكوتا آل فورنو): وتصنع بوضع الريكوتا العادية الطرية في الفرن حتى تتكون قشرة بنية اللون على سطحها. يحظى هذا النوع بشعبية كبيرة في سردينيا وصقلية.

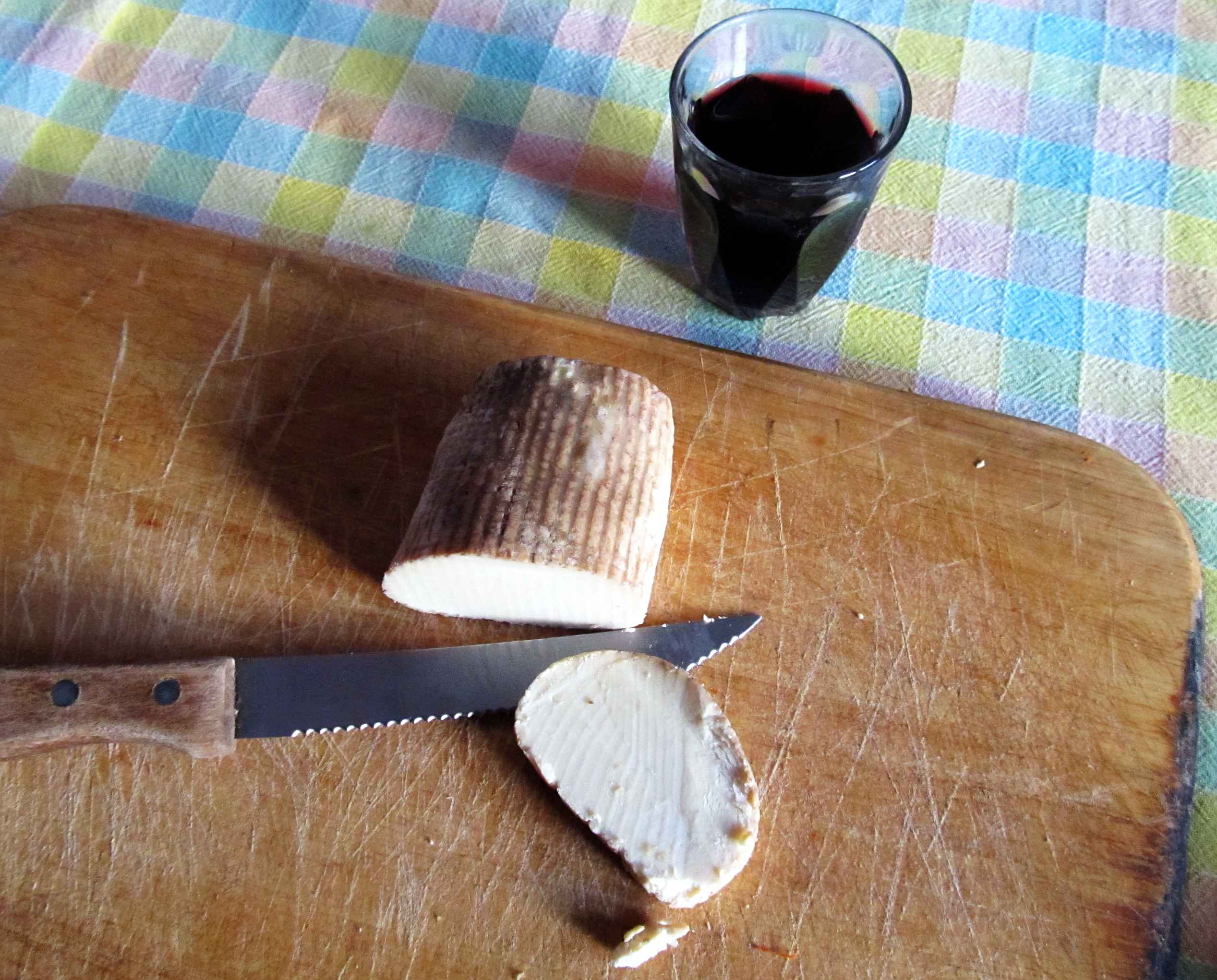
جبن ريكوتا أفوميكاتا أو الريكوتا المدخنة

ريكوتا أفوميكاتا (الريكوتا المدخنة): تشبه الريكوتا إنفورناتا وتصنع بطهي الريكوتا الناعمة على الفحم حتى تتكون على سطحها قشرة رمادية اللون وتكتسب رائحة مدخنة.

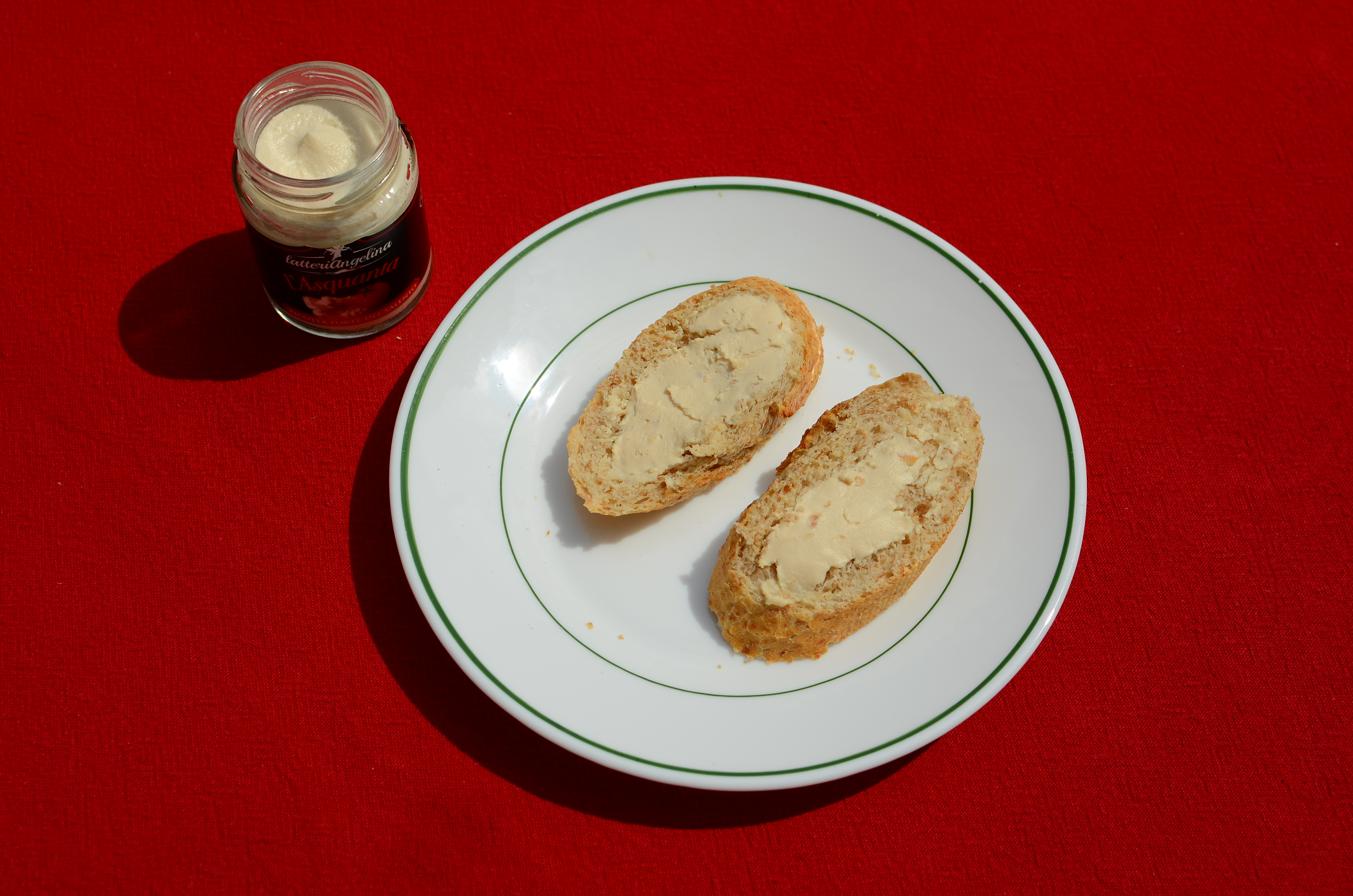
جبن ريكوتا فورتي في مرطبان زجاجي

الريكوتا فورتي: يصنع هذا النوع من مزيج من مصل اللبن الناتج من حليب الأبقار أو الماعز، ويعتق لمدة عام تقريبًا يضاف له الملح خلالها كل يومين أو ثلاثة لمنع تكون العفن، ويكون على هيئة معجون بني اللون ناعم كالقشدة وله طعم حامضي لاذع. تصنع الريكوتا فورتي في الجزء الجنوبي من مقاطعة ليتشي وتباع عادةً في مرطبانات زجاجية، ويمكن تناول هذا النوع بدهن شرائح الخبز به، أو بإضافته إلى المعجنات وأطباق الخضروات مع صلصة الطماطم.

## منتجات الألبان المشابهة في بلدان أخرى

### في تونس
تشبه جبن الريقوتة التي تشتهر بها مدينة باجة التونسية الريكوتا إلى حد كبير، إلا أنها تصنع من مصل اللبن الناتج من حليب الأغنام وتكون طازجة دائمًا وتؤكل دون أن تعتق كما تستخدم في إعداد بعض أطباق المطبخ التونسي.

### في الولايات المتحدة الأمريكية
تصنع الريكوتا الأمريكية من مصل اللبن الناتج من حليب الأبقار، وتتشابه مع الريكوتا الإيطالية في انخفاض محتواها من الدهون والصوديوم، ولكنها تكون أكثر ملوحة ورطوبة من الريكوتا الإيطالية التي تتميز بالمذاق الحلو قليلًا.

### في اليونان
تتشابه الريكوتا مع جبن الأنثوتيروس، وجبن المانوري المصنوعين من مصل اللبن الناتج من حليب الأغنام أو حليب الماعز.

### في الهند
يخلط البعض أحيانًا بين جبن الخوا الهندية وبين الريكوتا إلا أنهما نوعين مختلفين، حيث تصنع جبن الهوا من الحليب كامل الدسم وليس من مصل اللبن وتكون أقل رطوبة من الريكوتا.